# Kinks (album)
Kinks è il primo album in studio del gruppo rock britannico The Kinks, pubblicato nel 1964 dall'etichetta discografica Pye Records. Negli Stati Uniti venne pubblicato con un titolo differente (You Really Got Me) e con meno tracce dalla Reprise Records. L'album è stato rimasterizzato nel 2004 e ripubblicato in CD quello stesso anno per l'etichetta Sanctuary Records, con incluse dodici bonus track.

## Tracce

### Edizione britannica
Tutte le tracce sono state composte da Ray Davies, eccetto dove indicato:
1. Beautiful Delilah (Chuck Berry) – 2:07
2. So Mystifying – 2:53
3. Just Can't Go to Sleep – 1:58
4. Long Tall Shorty (Herb Abramson, Don Covay) – 2:50
5. I Took My Baby Home – 1:48
6. I'm a Lover Not a Fighter (Jay Miller) – 2:03
7. You Really Got Me – 2:13
8. Cadillac (E. McDaniel) – 2:44
9. Bald Headed Woman (Tradizionale, arrangiata da Shel Talmy) – 2:41
10. Revenge (Ray Davies, Larry Page) – 1:29
11. Too Much Monkey Business (Chuck Berry) – 2:16
12. I've Been Driving On Bald Mountain (Tradizionale, arrangiata da Shel Talmy) – 2:01
13. Stop Your Sobbing – 2:06
14. Got Love If You Want It (James Moore) – 3:46

#### Tracce bonus della riedizione del 2004
1. Long Tall Sally (Robert Blackwell, Enotris Johnson, Richard Penniman) – 2:12
2. You Still Want Me – 1:59
3. You Do Something to Me – 2:24
4. It's Alright – 2:37
5. All Day and All of the Night – 2:23
6. I Gotta Move – 2:22
7. Louie, Louie (Richard Berry) – 2:57
8. I Gotta Go Now – 2:53
9. Things Are Getting Better – 1:52
10. I've Got That Feeling – 2:43
11. Too Much Monkey Business [Alternate Take] (Chuck Berry) – 2:10
12. I Don't Need You Any More – 2:10

### Edizione statunitense
1. Beautiful Delilah
2. So Mystifying
3. Just Can't Go To Sleep
4. Long Tall Shorty
5. You Really Got Me
6. Cadillac
7. Bald Headed Woman
8. Too Much Monkey Business
9. I've Been Driving On Bald Mountain
10. Stop Your Sobbing
11. Got Love If You Want It

## Formazione
- Ray Davies - chitarra, armonica a bocca, tastiere, voce
- Dave Davies - chitarra, voce
- Pete Quaife - basso, voce
- Mick Avory - batteria, percussioni

Session men
- Jimmy Page - chitarra a 12 corde, chitarra folk
- Jon Lord - pianoforte
- Bobby Graham - batteria